# Висунь (река)
Висунь (устар. Висун, Исун) — река в Кировоградской и Николаевской областях Украины, правый приток реки Ингулец.
Истоки реки на Приднепровской возвышенности, течёт на юг по Причерноморской низменности, впадает в Ингулец, близ села Бобровый Кут, в 12 км выше города Снигирёвка. Длина реки 196 км. Площадь водосборного бассейна — 2670 км². Исток находится на высоте более 142,7 м над уровнем моря.
Питание в основном снеговое, пересыхает в верхнем и нижнем течении. Используется для водоснабжения. Имеет левый приток — реку Вербовая.
В верхнем течении протекает через посёлок городского типа Казанка, в нижнем — посёлок городского типа Березнеговатое.

## Происхождение названия
Название реки имеет тюркское происхождение, начальное в является протетическим. От тат. иц, чув. ӗҫ, др.-тюрк. ič «пить», авар. ицу «источник».
Значение праславянского корня «вис» можно трактовать как «разливаться», «течь» (родственно с гидронимами Виска и Висла).